# 大学共通第1次学力試験
大学共通第1次学力試験（だいがくきょうつうだいいちじがくりょくしけん）とは、1979年1月13・14日から1989年1月21・22日（本試験）までの11年間11回にわたり、全ての国公立大学および産業医科大学の入学志願者を対象として全国の各会場で共通の試験問題により一斉に実施された基礎学力試験。「共通一次試験」や「共通一次」とも呼ばれた。実施責任者は国立大学の共同利用機関であった大学入試センター（現在は独立行政法人）。

## 概説
前半の1986年1月25・26日までの8年8回は、試験科目が国語・数学・理科・社会・英語の5教科7科目（理科2科目・社会2科目は選択制）で合計1000点満点かつ受験生は自身の共通一次試験の結果を基に全国の国公立大学および産業医科大学の中から1校のみ（1学科のみ）を志願して2次試験（本試験）を1回だけ受験することができるという大学受験制度であった。
後半の1987年1月24・25日からの3年3回は、毎年変更が加えられる変遷期であったが、試験科目が国語・数学・理科・社会・英語の5教科5科目（理科1科目・社会1科目は選択制）で合計800点満点かつ受験生は自己の「共通一次試験」の結果を基に2次試験の日程別にグループ分けされた全国の国公立大学及び産業医科大学の中から最大3校（3学科）を志願して2次試験（本試験）を最大3回受験することができるという大学受験制度であった。
この共通一次試験は、「受験地獄をあべこべに悪化させている」「大学の序列化を不当に招いている」などの批判を各方面から受けたため、最後の3年3回は各大学および大学入試センター双方から改革がなされ、1990年1月13・14日からは名称を変更して「大学入試センター試験」に移行した。

## 導入の経緯および経過
共通試験の構想は1960年代以降文部省やその周辺から発案されていた。1970年代に入って政府および与党の推進により実現する運びとなり、国立大学協会の賛同を得て、入試問題の難問・奇問の出題をなくし「入試地獄」を緩和するという目的で導入が決定された。
1976年10月10・11日、約1万人の高等学校3年生が参加して大学共通第1次学力試験を想定した模擬試験が行われた。主催者の国立大学協会が試験の正答を公表しなかったため、各新聞社は高等学校教諭や予備校関係者を頼って解答例を作成、翌日の新聞に掲載したが、国語では各社の解答がバラバラになる珍現象が起き、問題作成上の課題を浮き彫りにした。
1979年1月13・14日に実際に導入されて以後は、2次試験（本試験）の大学の選択の必要性から、受験産業による受験生や大学からの情報収集およびそれに基づく情報分析が受験生に重宝され、その結果として大学・学部・学科の序列化・固定化が進んだ。
なお、初代センター長の加藤陸奥雄によれば、フランスのバカロレアをモデルとする意向だったとされる。なお共通一次の出願資格にはバカロレア取得者も含まれることが明記されている。
また、当初から産業医科大学が参加していた理由については、同大の公的性格が強く国の意向が働いていたためとされている（詳細は、産業医科大学の項を参照のこと）。
共通一次試験は、小室直樹らからは実施前から失敗を予想され、また当時の文部大臣はテレビ番組『時事放談』にて細川隆元らから痛烈に批判されるなどしていた。また、私立大学が既に採用していたマークシート方式が共通一次試験に採用されたことに対しては、「鉛筆さえ握れば誰でも正解できる（可能性がある）」などと揶揄されることも多かった。
その後、1985年に臨時教育審議会第一次答申により「新共通テスト」の採用が提案されたのを受けて1988年に「大学入試センター試験」と改称することが決定され、それまでの共通一次試験に代わって「大学入試センター試験」が1990年1月13・14日から行われるようになった。

## 5教科7科目1000点満点時代
共通一次以前は一期校二期校という2区分から1校ずつ受験できたが、共通一次試験によって国公立大学は1校のみしか受験できない形となった。
当初、試験問題となる5教科にはそれぞれ200点満点が与えられ、詳細な科目は以下の通りであった。
国語（100分）
該当履修科目は現代国語、古典I甲の2つ。評論、随筆又は解説文、小説、古文、漢文の全5問
数学（100分）
数学I、数学一般のいずれか1科目
社会（120分）
倫理・社会、政治・経済、日本史、世界史、地理A、地理Bのいずれか2科目、ただし地理科目2つの選択は不可
理科（120分）
物理I、化学I、生物I、地学Iのいずれか2科目、又は基礎理科のみ1科目
外国語（100分）
英語B、ドイツ語、フランス語、英語Aのいずれか1科目
大多数の受験者は社会・理科をそれぞれ試験会場で2科目選択して受験した。いわゆる「5教科7科目」（「国語」は「国語」全体で1科目）で1000点満点であった。
受験後、大学入試センターが正解を公表し、受験生が共通一次試験の結果を自己採点をして把握できるようにした。
1980年、前年の社会の選択科目のうち「倫理・社会」「政治・経済」の平均点が他の科目より高かったため、この2科目の同時選択を禁止。
1984年、国語の現代国語の題材の文章が、河合塾の全統一次試験に出題されたものと同じだったため、河合塾での問題作成者だった牧野剛が問題を的中させた、と話題になった。牧野によれば、過去の出題の出典を見ればある程度予想できたと語ったという。また、社会の「政治・経済」に日本の防衛政策を問う出題があり、解釈の分かれる政治問題を入試に出すことの是非が一部で論議を呼んだ。
1985年、高等学校の学習指導要領変更（視覚障害・聴覚障害・肢体不自由・病弱系の養護学校高等部はこれらに準ずる）に対応して、新旧両課程の科目で試験を実施（旧課程は翌年度まで）。新課程での受験者は社会の「現代社会」と理科の「理科I」が選択必須とされる。内容は以下の通りである（試験時間は旧課程のものと同様）。
国語
該当履修科目は国語I、国語IIの2つ。これ以降評論、小説、古文、漢文の全4問
数学
数学I該当問題（第1問〜第3問）を必答。
数学II（その中でさらに第4問「代数・幾何」、第5問「基礎解析」、第6問「確率・統計」に該当する分野からいずれか2問選択）、工業数理、簿記会計I・IIのいずれかから1つ選択
社会
「現代社会」、「倫理，政治・経済」のいずれか1科目、また日本史、世界史、地理のいずれか1科目の合計2科目
理科
理科Iの1科目、また物理、化学、生物、地学のいずれか1科目の合計2科目
外国語
英語（該当履修科目は英語I、英語IIの2つ）、ドイツ語、フランス語のいずれか1科目
また、数学で正解となる数字が存在しないときに使用する「＊」が正解に含まれる問題が数問出題され、「米騒動」とも言われた。

## 5教科5科目800点満点時代

### 1987年
1985年に中曽根政権の下で決定された改革による新制度で試験が実施される。この改革では、理科・社会の試験を以下のように変更することで、大多数の国公立大学で必須となる科目を「5教科5科目」の800点満点とした。
理科（60分、100点）
物理、化学、生物、地学、理科Iのいずれか1科目
社会（60分、100点）
倫理，政治・経済、日本史、世界史、地理、現代社会のいずれか1科目
- 「現代社会」「理科I」の2科目は、普通科及び理数科の卒業（見込み）生が各教科の中から選択することを禁じた。また、ほとんどの国公立大が、それぞれ設定する受験科目から除外した。
- 自己採点方式を廃止し、一次試験願書とともに二次試験受験願書も出願する形式にする
- 一校受験からABグループによる複数受験を認めた。公立大学の一部は別日程とした（ちまたでC日程と呼ばれ、1988年度入試から正式にC日程という名称が採用された）
- 定員の一部の募集を保留しC日程後に二次募集分として募集する方式を認める
- 大学の裁量により傾斜配点を行うことができる。

という内容だった。しかしこれにより、
- 受験科目減少により、大学入試に不要な科目（「現代社会」「理科I」）を別科目に置き換える高等学校が続出した。いわゆる「高等学校必履修科目未履修問題」はこのときから既に発生して、大学受験には関係ない教科や科目を生徒に履修させなかったため、必修科目が単位不足となって卒業が危ぶまれる生徒が多数出現した[注 4]。「現代社会」と「理科I」はわずか2年で事実上受験科目から外されることになった。国立大学協会が学力の低下を懸念し、科目数の増加（旧・5教科7科目への復帰）も議論された[注 5]。
- 東京大学がBグループであったのに対し、京都大学がAグループであったため、W合格者の多くが東京大学に入学した。翌年、京都大学の文系学部では定員をABグループに分け、その大半をBグループ（法学部は全定員をBグループ）にする方法が取られ、導入翌年から複数受験の足並みは崩れることになった。これが分離分割方式への端緒となった。
- 傾斜配点により、一部の大学では事実上一次試験の点数を評価しない大学が出現した。
- 受験動向を読みきれず、二段階選抜後の実倍率が極端に低くなる例が多数発生した。
- 事前出願制にしたため逆に、一次試験終了後、合格圏まであと何点必要であり、それは達成可能なのかを知るべく多くの受験生が予備校に走り、受験産業が潤った。
- 事前出願制のため、一次試験の段階で予想外に低い結果となった場合、いわゆる「足きり」によって二次試験を受験することなく早々と浪人が確定してしまったり、予想外に高い結果となった場合に、より難度の高い大学に志望を変更したくてもできなかったりした。

という弊害が発生した。
なお、先述の通り旧課程対応が終了したため、数学で「統計」分野が「確率・統計」分野で出題範囲となったが、結局は出題されなかった。

### 1988年
前年の問題を解決すべく、事前出願を廃止し従前通りの一次試験後の出願に切り替えられた。

### 1989年
同じ学科（学部）について定員・日程の分離分割方式を是とする京都大学の主張を支持する大学が増えたため、定員を前期日程と後期日程に分割し、前期日程に合格し入学手続きした者はB日程・後期日程を受験できない分離分割方式を導入した。分離分割方式を実施しても先に試験を実施した方が「有利」であるため、前期日程への定員配分増加は阻止できず、翌年以降に分離分割方式の大学が増加するに伴って、該当する大学を第一志望にする者にとっては事実上一校受験に至った。つまり、定員一部留保二次募集型に各大学が切り替わった。なお、これ以後、従前の募集方法は「連続方式」と呼ばれるようになった。
理科の各受験科目の平均点が物理53.5点、化学73.8点、生物44.3点、地学71.3点で、著しく異なる事態が発生した。物理と生物の選択者に著しく不利であるとして、試験後に次の計算式によって点数調整（かさ上げ）を行うことが決まった。
- 物理：（調整後の点数）=48.8+0.512×（調整前の点数）
- 生物：（調整後の点数）=47.2+0.528×（調整前の点数）

これで平均点は物理76.2点、生物70.6点となったが、白紙答案（調整前0点）を提出しても、物理は49点、生物は47点となるため関係者や化学・地学の受験生から批判が起こった。また、「数学I」では正解が一意に定まらない問題があった（設問ミスのため一律8点を加点する事後措置）。
共通一次試験はこれが最後となり、翌1990年に大学入試センター試験が始まった。

## 実施日一覧
| 回 | 西暦（和暦）年     | 第1日目 | 第2日目 |
| -- | ------------------ | ------- | ------- |
| 1  | 1979年（昭和54年） | 1月13日 | 1月14日 |
| 2  | 1980年（昭和55年） | 1月12日 | 1月13日 |
| 3  | 1981年（昭和56年） | 1月10日 | 1月11日 |
| 4  | 1982年（昭和57年） | 1月16日 | 1月17日 |
| 5  | 1983年（昭和58年） | 1月15日 | 1月16日 |
| 6  | 1984年（昭和59年） | 1月14日 | 1月15日 |
| 7  | 1985年（昭和60年） | 1月26日 | 1月27日 |
| 8  | 1986年（昭和61年） | 1月25日 | 1月26日 |
| 9  | 1987年（昭和62年） | 1月24日 | 1月25日 |
| 10 | 1988年（昭和63年） | 1月23日 | 1月24日 |
| 11 | 1989年（平成元年） | 1月21日 | 1月22日 |

※第1日目は全て土曜日、第2日目は全て日曜日。
※追試験は、第1日目・第2日目各々、その1週間後。